# ヤマハロボティクスホールディングス
ヤマハロボティクスホールディングス株式会社（Yamaha Robotics Holdings Co., Ltd.）は、ヤマハ発動機において、半導体製造装置（後工程）事業を統括する持株会社。ヤマハ発動機の100%子会社。
本稿では、2019年7月にヤマハロボティクスホールディングスから新設分割で設立された株式会社新川（しんかわ、Shinkawa Ltd.、2代目法人）に関しても記述する。

## 沿革
- 1959年 創業。当時の本社が三鷹市新川にあったことから商号を株式会社新川製作所とした。
- 1964年 武蔵村山市に工場を建設。
- 1967年 武蔵村山市に本社を移転。
- 1973年 マイコン組み込み型のワイヤーボンダーを発売。当時はダイの位置決めのみを作業員が行い、ワイヤーを張る部分以降を自動化した「半自動」型だった。
- 1977年 世界初の全自動ワイヤーボンダーを発売。
- 1980年 株式会社新川（初代）に商号変更。
- 1988年 東京証券取引所第2部に上場。
- 2000年 東京証券取引所第1部に指定替え。
- 2012年 タイ工場設立。
- 2013年 タイ工場生産開始。
- 2017年 新宿区に本社を移転、新宿テクニカルセンター（最先端ソフトウェア開発拠点）設置。
- 2018年 株式会社パイオニアFAの全株式を取得し、連結子会社化。
- 2019年 ヤマハ発動機へ第三者割当増資を実施し、新川（初代）はヤマハ発動機の子会社となる[1]。新川（初代）はアピックヤマダを株式公開買付けで子会社化[2]。新川（初代）は7月1日付でヤマハモーターロボティクスホールディングス株式会社に商号変更し、ヤマハ発動機と新川の他の株主との共同持株会社へ移行[3][4][5]。また、8月1日付でアピックヤマダを完全子会社化。
- 2020年
  - 4月10日 - ヤマハ発動機による株式公開買付けが成立[6]。
  - 5月25日 - 東京証券取引所第1部上場廃止[7]。
  - 5月27日 - 株式売渡請求により、ヤマハ発動機の完全子会社となる[7]。
- 2021年1月1日 - ヤマハロボティクスホールディングス株式会社に商号変更。

### 新川（2代目）
- 2019年7月1日 - ヤマハモーターロボティクスホールディングスから新設分割で設立。同時に新川（初代）から半導体製造装置（後工程）事業を継承。
- 2019年内 - 武蔵村山工場を閉鎖し、本社並びに生産・開発機能を静岡県浜松市に移転する予定[8]。

## 子会社
- 株式会社新川
  - 株式会社新川テクノロジーズ （日本国内子会社）
  - 新川韓国社 （大韓民国 城南市）
  - 新川半導体機械股份有限公司 （台湾 新北）
  - 新川(上海)半導体機械有限公司 （中国 上海）
  - Shinkawa Philippines, Inc （フィリピン マニラ）
  - Shinkawa Vietnam Co., Ltd. （ベトナム ホーチミン）
  - Shinkawa Sigapore Pte. Ltd. （シンガポール）
  - Shinkawa (Malaysia) Sdn. Bhd. （マレーシア スバンジャヤ）
  - Shinkawa (Thailand) Co., Ltd. （タイ パトゥムターニー県）
  - Shinkawa Manufacturing Asia Co., Ltd （アジア拠点 パトゥムターニー県）
  - Shinkawa U.S.A., Inc. （アメリカ合衆国 アリゾナ州ギルバート）
- アピックヤマダ株式会社
  - コパル・ヤマダ株式会社
  - アピックヤマダ販売株式会社
- 株式会社PFA

## 参考資料
- NHKスペシャル『電子立国日本の自叙伝』完結巻（相田洋著、日本放送出版協会、1992年）pp.273 - 295